# Guilhermina Cristina de Saxe-Weimar
Guilhermina Cristina de Saxe-Weimar (Weimar, 26 de novembro de 1658 - Sondershausen, 30 de junho de 1712) foi uma princesa de Saxe-Weimar por nascimento e princesa de Schwarzburg-Sondershausen por casamento.

## Origens
Guilhermina Cristiana era a segunda filha de João Ernesto II, Duque de Saxe-Weimar e da princesa Cristina Isabel de Schleswig-Holstein-Sonderburg. Era irmã mais nova de Ana Doroteia, Abadessa de Quedlimburgo e mais velha de João Ernesto III, Duque de Saxe-Weimar. Descendia da linha Ernestina da Casa de Wettin.

## Casamento e descendência
Guilhermina Cristiana casou-se a dia 27 de setembro de 1684 com Cristiano Guilherme I, Príncipe de Schwarzburg-Sondershausen. Tiveram os seguintes filhos:
1. Joana Augusta de Schwarzburg-Sondershausen (17 de setembro de 1686 – 3 de março de 1703), morreu com dezasseis anos de idade.
2. Cristiana Guilhermina de Schwarzburg-Sondershausen (19 de fevereiro de 1688 – 20 de março de 1749), morreu solteira e sem descendência.
3. Henrique XXXV, Príncipe de Schwarzburg-Sondershausen (8 de novembro de 1689 – 6 de novembro de 1758), príncipe de Schwarzburg-Sondershausen de 1740 até à sua morte; morreu solteiro e sem descendência.
4. Augusto I, Príncipe de Schwarzburg-Sondershausen (27 de abril de 1691 – 27 de outubro de 1750), também tinha o título de Schwarzburg-Sondershausen, mas nunca governou. Casado com a princesa Carlota Sofia de Anhalt-Bernburg; com descendência.
5. Ernestina Henriqueta de Schwarzburg-Sondershausen (20 de julho de 1692 – 11 de novembro de 1759), morreu solteira e sem descendência.
6. Rudolfo de Schwarzburg-Sondershausen (21 de agosto de 1695 – 22 de dezembro de 1749), morreu solteiro e sem descendência.
7. Guilherme II, Príncipe de Schwarzburg-Sondershausen (3 de maio de 1699 – 19 de março de 1762), morreu solteiro e sem descendência.
8. Cristiano, Príncipe de Schwarzburg-Sondershausen (27 de julho de 1700 – 28 de setembro de 1749), também tinha o título de príncipe de Schwarzburg-Sondershausen, mas nunca governou. Casado com a princesa Sofia Cristina de Anhalt-Bernburg-Schaumburg-Hoym; com descendência.

## Morte
Guilhermina Cristiana morreu a 30 de Junho de 1712 em Sondershausen, aos cinquenta-e-três anos de idade. O seu marido morreu nove anos depois, em 1721.

## Genealogia
| Guilhermina Cristina de Saxe-Weimar | Pai: João Ernesto II, Duque de Saxe-Weimar            | Avô paterno: Guilherme, Duque de Saxe-Weimar                        | Bisavô paterno: João II, Duque de Saxe-Weimar                     |
| Guilhermina Cristina de Saxe-Weimar | Pai: João Ernesto II, Duque de Saxe-Weimar            | Avô paterno: Guilherme, Duque de Saxe-Weimar                        | Bisavó paterna: Doroteia Maria de Anhalt                          |
| Guilhermina Cristina de Saxe-Weimar | Pai: João Ernesto II, Duque de Saxe-Weimar            | Avó paterna: Leonor Doroteia de Anhalt-Dessau                       | Bisavô paterno: João Jorge I, Príncipe de Anhalt-Dessau           |
| Guilhermina Cristina de Saxe-Weimar | Pai: João Ernesto II, Duque de Saxe-Weimar            | Avó paterna: Leonor Doroteia de Anhalt-Dessau                       | Bisavó paterna: Doroteia do Palatinado-Simmern                    |
| Guilhermina Cristina de Saxe-Weimar | Mãe: Cristina Isabel de Schleswig-Holstein-Sonderburg | Avô materno: João Cristiano, Duque de Schleswig-Holstein-Sonderburg | Bisavô materno: Alexandre, Duque de Schleswig-Holstein-Sonderburg |
| Guilhermina Cristina de Saxe-Weimar | Mãe: Cristina Isabel de Schleswig-Holstein-Sonderburg | Avô materno: João Cristiano, Duque de Schleswig-Holstein-Sonderburg | Bisavó materna: Doroteia de Schwarzburg-Sondershausen             |
| Guilhermina Cristina de Saxe-Weimar | Mãe: Cristina Isabel de Schleswig-Holstein-Sonderburg | Avó materna: Ana de Oldemburgo-Delmenhorst                          | Bisavô materno: António II, Conde de Oldemburgo-Delmenhorst       |
| Guilhermina Cristina de Saxe-Weimar | Mãe: Cristina Isabel de Schleswig-Holstein-Sonderburg | Avó materna: Ana de Oldemburgo-Delmenhorst                          | Bisavó materna: Sibila Isabel de Brunsvique-Dannenberg            |